# Xã Hopkins, Quận Whiteside, Illinois
Xã Hopkins (tiếng Anh: Hopkins Township) là một xã thuộc quận Whiteside, tiểu bang Illinois, Hoa Kỳ. Năm 2010, dân số của xã này là 2.156 người.